# ジェパ
ジェパ（セルビア語:Жепа、ボスニア語:Žepa、クロアチア語:Žepa）は、ボスニア・ヘルツェゴビナの村。ボスニア・ヘルツェゴビナを構成する2つの構成体のうちスルプスカ共和国に属し、サラエヴォ＝ロマニヤ地方のロガティツァ基礎自治体の一部である。ジェパはロガティツァの町から北東に位置しており、スレブレニツァから南西、ヴィシェグラードから北西にある。村を流れる小さなジェパ川は、近くのドリナ川へと注ぎ込んでいる。
1991年、ジェパの人口は2,441人であり、うち95%にあたる2,330はボシュニャク人（ムスリム人）、103人はセルビア人、8人はユーゴスラビア人であった。
1992年から1995年にかけてのボスニア・ヘルツェゴビナ紛争では、ジェパは、周囲をセルビア人勢力の支配地域に取り囲まれたボシュニャク人の飛び地となった。同様に、ジェパの北東に位置し、ドリナ側の下流側にあるスレブレニツァや、上流側にあるゴラジュデ（Goražde）なども、周囲をセルビア人勢力の支配地に取り囲まれ、孤立状態に置かれた。フォチャ（Foča）やブラトゥナツ、ズヴォルニク（Zvornik）などの周囲の町が、スレブレニツァやジェパよりも早くからセルビア人勢力の支配下となり、これらの土地に住んでいたボシュニャク人が民族浄化されたことにより、ジェパやスレブレニツァが残されたボシュニャク人の町として、飛び地状に取り残される形になった。ジェパを守っていたボスニア・ヘルツェゴビナ共和国軍（ARBiH）の指揮官はアヴド・パリッチ（Avdo Palić）であった。1993年4月、国際連合はジェパを「安全地帯」に指定し、UNPROFOR傘下のウクライナ軍がジェパに配置された。しかし、「安全地帯」をボシュニャク人側がゲリラ活動に利用するなどして、その言葉とは裏腹に「安全地帯」と呼べる実態とは程遠かった。1995年7月、セルビア人のスルプスカ共和国軍（VRS）は、国際連合の「安全地帯」指定を無視してジェパに侵入し、制圧した。スルプスカ共和国軍は、町の住民を外部に強制移動した。